# Jaap Veerman
Jaap Veerman (Volendam, 1956) is een Nederlands zanger, liedjesschrijver en gitarist. Hij werd bekend als zanger van Canyon van 1978 tot 2000. Na een onderbreking van enkele jaren ging hij als solozanger verder als Jaap Corn; Corn is de bijnaam die zijn familie draagt in Volendam.

## Biografie
Veerman werd geboren in een gezin met vijf jongens en vijf meisjes. Zijn vader speelde gitaar en zijn broer Evert was bassist bij The Skyriders. Hij zong in 1972 voor het eerst op een podium op een leeftijd van ongeveer zestien jaar. Toen hij van school afkwam werd hij loodgieter en in zijn vrije tijd speelde hij in de band Embryo.
In 1978 werd hij gevraagd om als zanger en gitarist bij het trio Canyon te komen spelen, toen Theo van Scherpenseel hier was vertrokken. De andere twee bandleden waren Klaas Tuyp en Dick Plat, die beiden uit Left Side afkomstig waren. Canyon was een allround band met veel optredens, wat voor Veerman betekende dat hij op dat moment beroepsmuzikant werd. Rond 22 jaar bleef hij de leadzanger van deze band.
De band trad op veel feestelijke gelegenheden op zoals kermissen, maar ook in het popcircuit in heel Nederland, en was pionier in het uitbrengen van Nederlandstalige muziek, die in die tijd niet kon rekenen op veel airplay; het succes van Doe Maar moest toen nog komen. Enkele bekende nummers van de band zijn Mooi Volendam en Als ik maar bij jou ben. De producer van hun platen was Arnold Mühren, de bassist van The Cats die een eigen muziekstudio had.
Veerman speelde tot en met het jaar 2000 bij Canyon, tot in de nieuwjaarsnacht naar 2001 zijn zoon Lennart omkwam in de cafébrand van Volendam. De eerste jaren erna kon hij het niet opbrengen om met feestelijke muziek op te treden. Dankzij zijn zoon Martijn (later actief in de formatie Funkaholic) hervond hij zijn liefde voor de muziek. Die nam hem onder meer mee naar muzikale evenementen als het North Sea Jazz Festival, waar hij oude muzikale 'helden' zag optreden zoals John Mayall.
Dankzij Jan Mühren stond Veerman in 2004 voor het eerst weer op het podium, tijdens het Concert van de Eeuw. Hetzelfde jaar zag hij in een uitzending van Zomergasten wijlen Willem Wilmink zijn gedicht Achterlangs voordragen. Veerman zette het gedicht op muziek en dit werd voor hem de aanzet om in de volgende jaren met tekstdichten te blijven doorgaan.
Hij schreef volledig nieuw werk en maakte bewerkte vertalingen van bestaande teksten die indruk op hem hadden gemaakt, zoals Grapefruit moon van Tom Waits dat aan de basis ligt van zijn nummer Volle maan; dit lied droeg hij op aan zijn omgekomen zoon Lennart. Andere inspiratie kwam van Bram Vermeulen, Reinhard Mey, Leonard Cohen, Van Morrison en Bob Dylan.
In 2011 zette hij veertien liedjes op de cd Tegen de stroom in, onder zijn Volendamse bijnaam Jaap Corn. Tien liedjes van Corn belandden in de Volendammer Top 1000, een all time-publiekslijst die in 2013 tot stand kwam onder medewerking van een groot aantal radio- en televisiestations in Noord-Holland. In dezelfde lijst staan Mooi Volendam op nummer 1, evenals zeven andere liedjes die hij zong in Canyon.

## Discografie
Als Jaap Corn bracht hij het volgende album uit:
- 2011: Tegen de stroom in